# Kaiserliche Orthodoxe Palästina-Gesellschaft
Die Kaiserliche Orthodoxe Palästina-Gesellschaft, historisch auf Deutsch auch Kaiserlich-rechtgläubige Palästina-Gesellschaft, (russisch Императорское православное палестинское общество) (IPPO) ist eine 1882 gegründete russisch-orthodoxe, staatlich unterstützte Vereinigung zur Unterstützung russisch-orthodoxer Pilger und russischer Interessen im Heiligen Land.

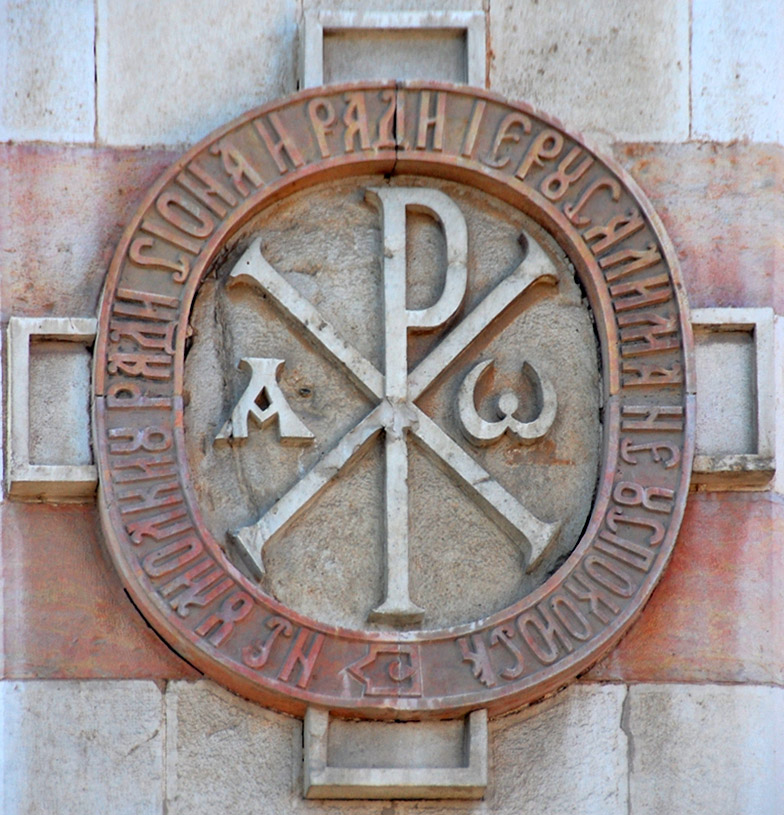
Logo der IPPO in Jerusalem

## Geschichte

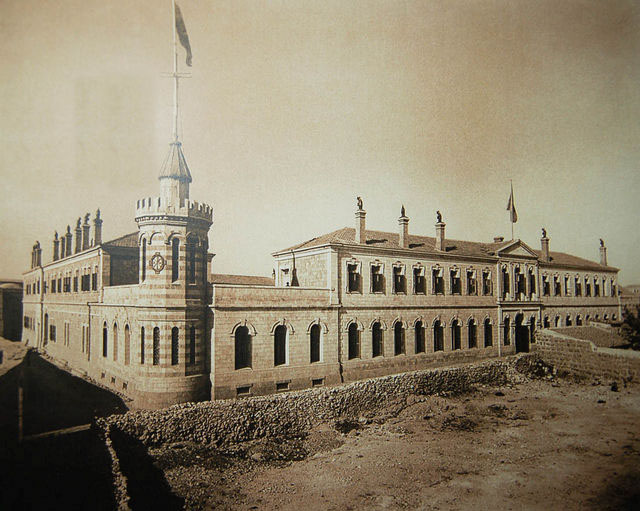
Die Mission in Jerusalem um 1900

Die Kaiserliche Orthodoxe Palästina-Gesellschaft wurde 1882 auf Anregung von Wassili Nikolajewitsch Chitrowo durch einen Ukas von Zar Alexander III. gegründet, nachdem im Jahr zuvor seine Brüder Sergei und Pawel eine Pilgerreise ins Heilige Land unternommen hatten. Seit 1889 trägt sie ihren heutigen Namen. Der Begriff Palästina bezieht sich dabei auf die damals unter türkischer Herrschaft stehende Region Palästina. Erster Präsident war Großfürst Sergej; nach seiner Ermordung 1905 folgte ihm seine Witwe Elisabeth.
Die Gesellschaft verstand sich als kirchennaher, aber unabhängiger Verein von Laien zur Unterstützung der seit 1858 tätigen Russischen Geistlichen Mission in Jerusalem. Als die ursprünglichen Aufgaben der Gesellschaft wurden festgelegt:
1. die Verbreitung der Kenntnisse über die Heiligen Stätten in Russland
2. die Unterstützung der orthodoxen Pilger im Heiligen Land
3. die Gründung von Schulen, Spitälern und Wohnstätten für die Pilger sowie die materielle Unterstützung der lokalen Bevölkerung, der Kirchen, Klöster und des Klerus.

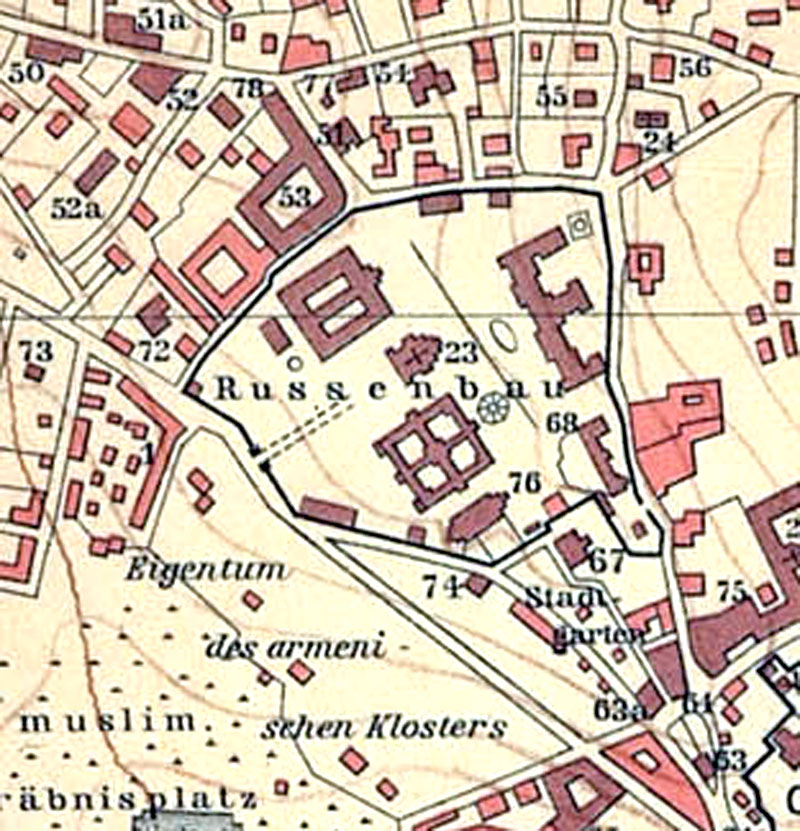
Der Russenbau auf einer Jerusalem-Karte von Conrad Schick 1894

In den folgenden Jahren erwarb sie umfangreiche Ländereien im Heiligen Land und baute und unterhielt in Jerusalem das Russische Quartier (Russian Compound bzw. hebräisch מגרש הרוסים Migrasch ha-russim, historischer deutscher Name: Russenbau) rund um die 1863 fertiggestellte Dreifaltigkeitskathedrale mit Pilgerquartieren getrennt für Männer und Frauen, dem Russischen Hospital, dem Hauptquartier der Gesellschaft und dem Russischen Konsulat.

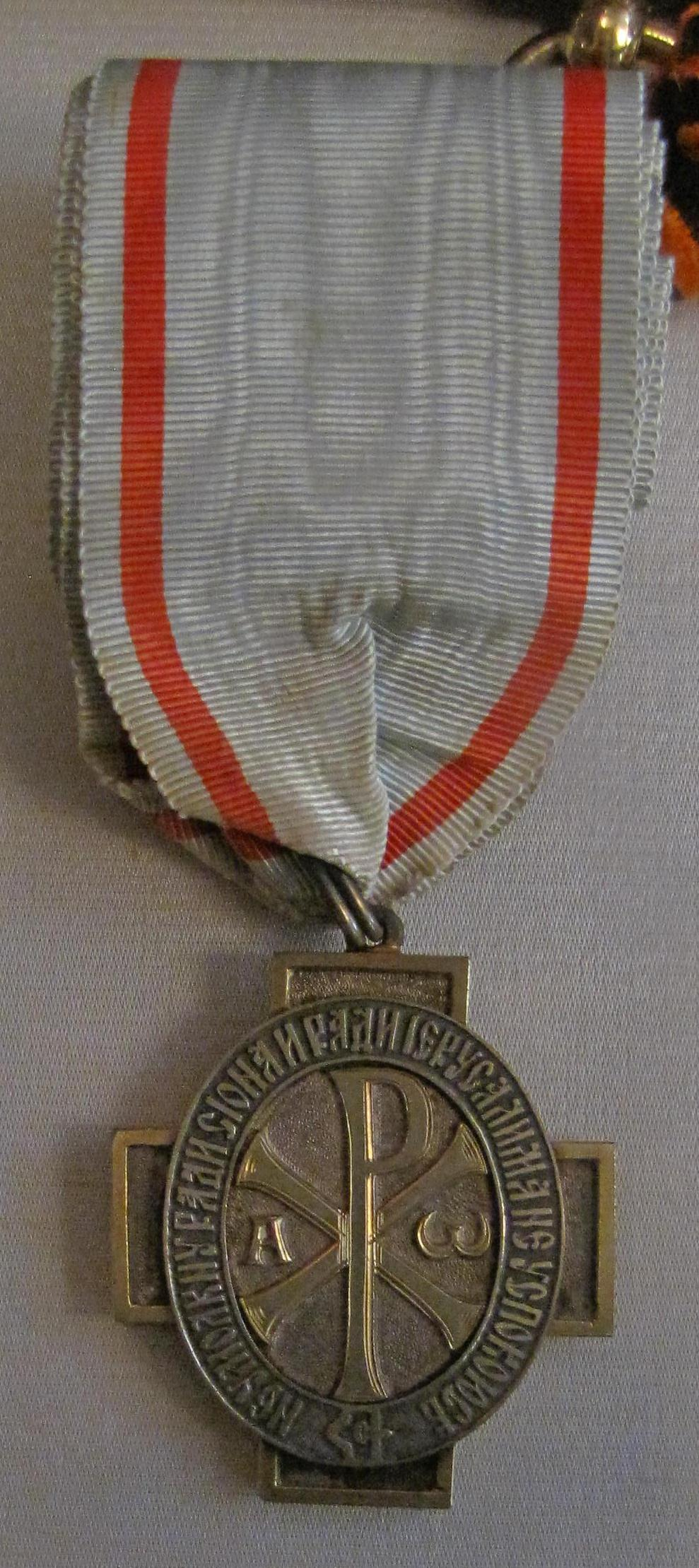
Abzeichen der IPPO (vor 1918)

Die Gesellschaft gliederte sich in drei Abteilungen: eine für wissenschaftliche Arbeiten und Veröffentlichungen, eine zur Unterstützung der Pilger sowie eine dritte für die Erhaltung und den Schutz der Orthodoxie unter der Lokalbevölkerung in Palästina und Syrien.
Der Erste Weltkrieg unterbrach die Arbeit im Heiligen Land. Nach der Oktoberrevolution änderte die Sowjet-Regierung den Namen der Gesellschaft in Russische Palästina-Gesellschaft und nahm ihr jeden religiösen Aspekt. Sie wurde als rein akademische Institution verstanden und der Russischen Akademie der Wissenschaften zugeordnet. Von Anfang der 1930er Jahre bis 1951 trat die Gesellschaft nicht mehr in Erscheinung. Ihr Wiederaufleben im Januar 1951 wurde als opportun für die Immobilienansprüche gegenüber Israel gesehen. Ab 1954 konnte ihre Zeitschrift Palestinsky Sbornik wieder erscheinen, und die russische Orientalistin Nina Wiktorowna Pigulewskaja (1894–1970) wurde zur führenden wissenschaftlichen Gestalt der Gesellschaft.
Über den Grundbesitz im Heiligen Land kam es zu langwierigen juristischen Auseinandersetzungen mit der Russischen Orthodoxen Kirche im Ausland, die die Rechtsnachfolge der Kaiserlichen Gesellschaft beanspruchte und dazu ein Palästina-Komitee einrichtete. Zur Zeit der Gründung des Staates Israel wurde der Wert des russischen Kirchenbesitzes allein in Israel in den Grenzen von 1948 auf 100 Millionen US$ geschätzt.
Die Gebäude in Jerusalem wurden durch die britische Mandatsmacht genutzt, unter anderem für das Mandatsgericht und ein Gefängnis. Nach der Staatsgründung und der Anerkennung Israels durch die Sowjetunion übertrug der Staat Israel das Nutzungsrecht der auf seinem Staatsgebiet liegenden Immobilien der Gesellschaft an das Moskauer Patriarchat, registrierte sie aber nicht neu als sowjetisches Eigentum, sondern setzte gegen den Protest der Sowjetunion einen Treuhänder ein. Am 26. Januar 1964 erwarb Israel zum Preis von 4,5 Millionen US$, von denen 3 Millionen durch die Lieferung von Orangen in die Sowjetunion bezahlt wurden, das Eigentum an 90 Prozent der Gebäude des Russian Compound von der sowjetischen Regierung. Der Orange deal war nicht unumstritten, weil der Komplex nicht eigentlich sowjetisches Eigentum war; die Eigentumsverhältnisse wurden daher in den öffentlichen Verlautbarungen verschleiert. Die Befürworter des Geschäftes argumentierten, dass durch die Eingliederung der Gesellschaft in die Akademie der Grundbesitz sowjetisches Staatseigentum geworden war. Der Komplex des Sergej-Hofs, der immer noch als Privateigentum des Großfürsten eingetragen war, blieb davon ausgenommen.
Jordanien hingegen erkannte die Eigentumsansprüche der Auslandskirche an, woraufhin die bis 1968 auf dem Staatsgebiet Jordaniens liegenden Immobilien wie die Maria-Magdalena-Kirche (Jerusalem) mit dem Grab der Großfürstin und Märtyrerin Elisabeth von der Auslandskirche verwaltet wurden. Im Westjordanland kam es in Hebron 1997 zu einer gewaltsamen Vertreibung von Geistlichen und Nonnen der Auslandskirche durch das Moskauer Patriarchat mit Hilfe der palästinensischen Behörden.
1992 wurden in der Russischen Föderation der historische Name und die Eigenständigkeit der Gesellschaft wiederhergestellt. 2007, im Jahr der Aussöhnung zwischen der Auslandskirche und dem Moskauer Patriarchat, kam es zu einer wegweisenden Übereinkunft mit dem Palästina-Werk der Auslandskirche, das durch Erzbischof Mark vertreten wurde. Infolgedessen konnte nach langen Verhandlungen der Sergej-Hof im Jerusalemer Russischen Viertel, der zuvor vom israelischen Landwirtschaftsministerium genutzt worden war, der Gesellschaft im Oktober 2008 rückübertragen werden. 2012 forderte die russische Regierung erfolgreich den Auszug der israelischen Naturschutzorganisation SPNI aus dem Gebäudekomplex.

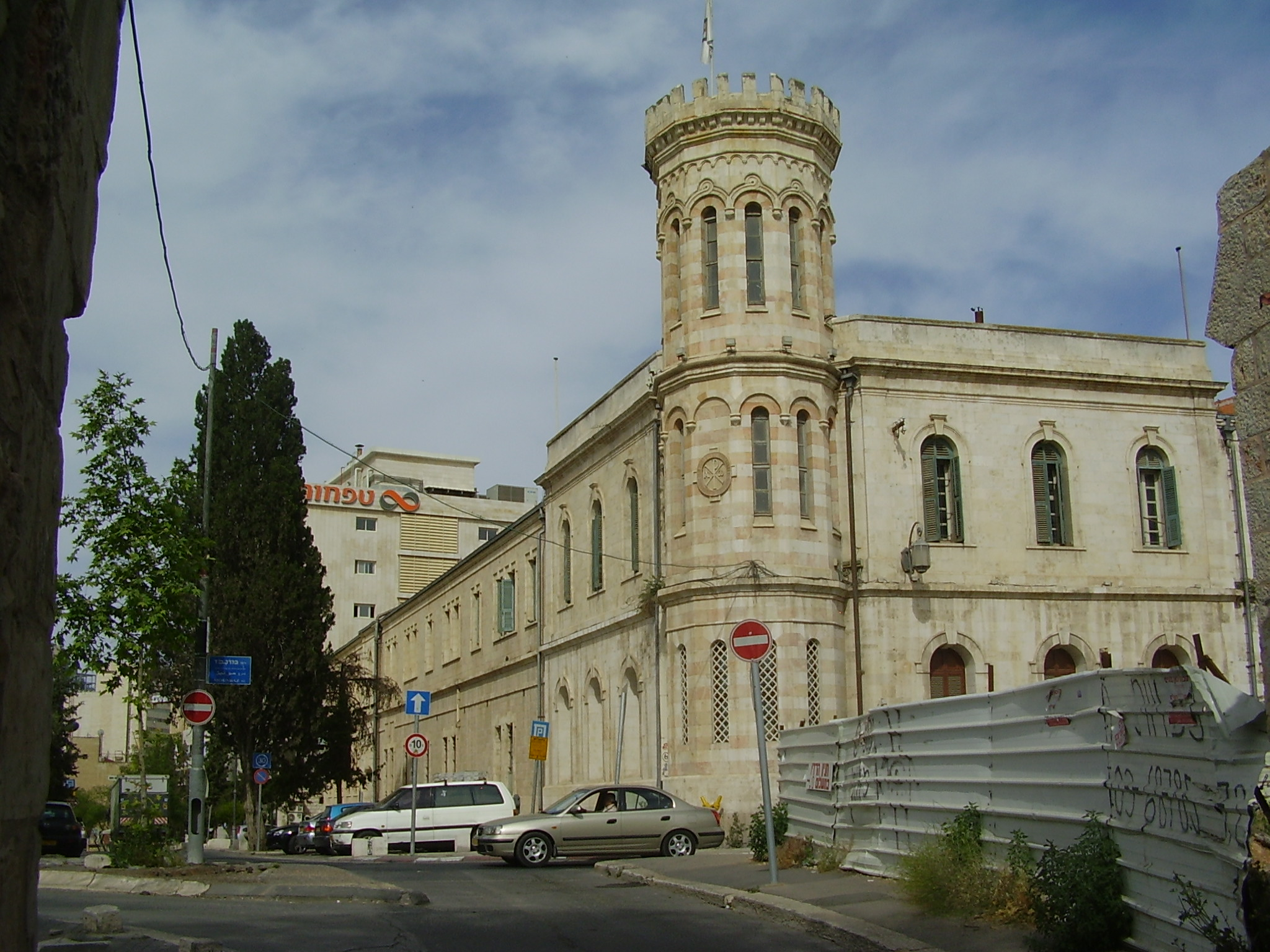
Sergej-Hof (2011)
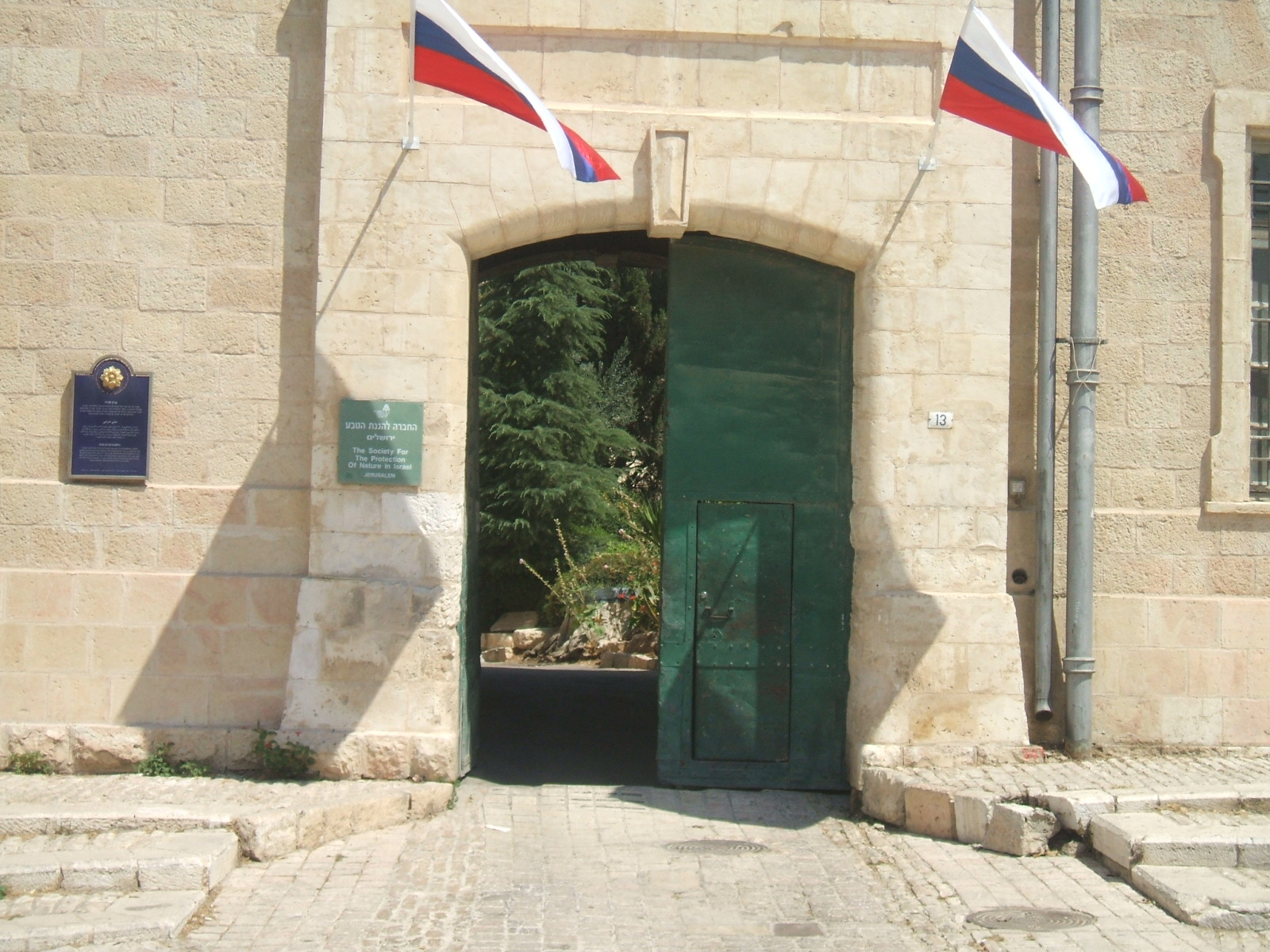
Russische Fahnen am Eingang des Sergej-Hofes (2012)

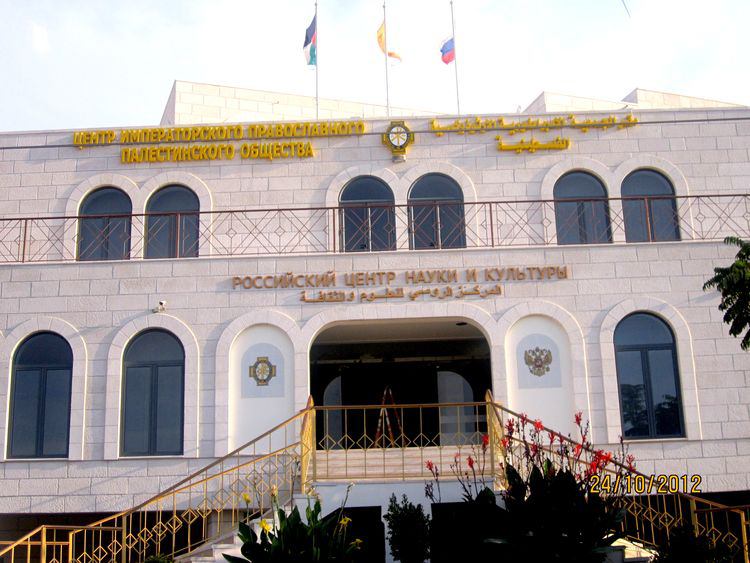
Kulturzentrum Bethlehem (2012)

In den Palästinensischen Autonomiegebieten erhielt die Gesellschaft 2008 Immobilien in Jericho zurück, darunter das Gelände um einen Maulbeer-Feigenbaum, der als derjenige verehrt wird, auf den der kleinwüchsige Zöllner Zachäus kletterte, um Jesus bei dessen Besuch Jerichos besser sehen zu können (Lk 19,1–10 ). Hier entstand, finanziert von der russischen Regierung, das Russische Museum, das im Januar 2011 vom damaligen russischen Präsidenten Dmitri Anatoljewitsch Medwedew zusammen mit Mahmud Abbas eingeweiht wurde.
Bei einem Besuch von Wladimir Wladimirowitsch Putin in den Palästinensischen Autonomiegebieten im Juni 2012 wurde ein Abkommen über den Rechtsstatus und die Tätigkeit des russischen Museums- und Parkkomplexes in Jericho unterzeichnet. Gleichzeitig eröffnete Putin in Bethlehem ein Russisches Wissenschafts- und Kulturzentrum, das auf Anregung der Gesellschaft auf ihr ebenfalls 2008 zurückübertragenem Land errichtet wurde.
2020 sollte die Kaiserliche Orthodoxe Palästina-Gesellschaft den Alexanderhof in Jerusalem übernehmen. Die Übertragung des lange umstrittenen Grundbesitzes wurde im März 2022 vom Jerusalemer Distriktgericht wieder aufgehoben.

## Aufgaben
Laut Statut zählen zu den Aufgaben der Gesellschaft die Durchführung orthodoxer Wallfahrten ins Heilige Land, die wissenschaftliche Palästinakunde und die humanitäre Zusammenarbeit mit den Völkern der Länder der biblischen Region. Eine wichtige Finanzierungsquelle der Palästina-Gesellschaft sind immer Spenden der Gläubigen gewesen. Aber die wichtigsten Projekte wurden auch vom Staat finanziert.
In der Tradition des Stiftungsziels der Erhaltung und den Schutz der Orthodoxie unter der Lokalbevölkerung in Palästina und Syrien stützt die Gesellschaft das Regime von Baschar al-Assad in Syrien.
Die Gesellschaft ist zu einem wichtigen Werkzeug russischer Soft Power und Angelpunkt der Aktivitäten des Kremls im Nahen Osten geworden.
2019 etablierte die Gesellschaft einen Ableger („mission“) in Großbritannien, die Imperial Orthodox Palestine Society, UK. Dies wurde als Versuch angesehen, Einfluss auf das britische Establishment zu gewinnen. Im November 2023 wurde dieser Ableger wieder aufgelöst; die vorhandenen Mittel erhielt die Grand Duchess Elizabeth Society.

## Personen
Gegenwärtiger Vorsitzender der Gesellschaft ist seit 2007 Sergei Wadimowitsch Stepaschin. Sein Stellvertreter ist Juri Alexejewitsch Gratschow. Von 2000 bis 2003 war der Diplomat Alexei Fjodorowitsch Tschistjakow Präsident der Gesellschaft.
Gemäß dem Statut der Palästina-Gesellschaft leitet der Patriarch von Moskau und ganz Russland, gegenwärtig Kyrill I., das Komitee für Ehrenmitglieder der Gesellschaft. Dem Komitee gehören namhafte Staatsmänner und Persönlichkeiten des öffentlichen Lebens an. Unter den Ehrenmitgliedern der Gesellschaft sind der russische Außenminister Sergei Wiktorowitsch Lawrow und der frühere Moskauer Bürgermeister Juri Michailowitsch Luschkow.

## Konkurrenzgesellschaften
Es gibt eine gleichnamige Orthodoxe Palästina-Gesellschaft, die der Bischofssynode der Auslandskirche untersteht und in Israel registriert ist. Diese Gesellschaft hat einen Zweig in den USA, die Orthodox Palestine Society / USA. Ihr langjähriger Präsident war Teymuraz Bagration, ein Sohn von Tatjana Konstantinowna Romanowa.
Eine ebenfalls gleichnamige Gesellschaft spaltete sich unter Archimandrit Antonii (Alexej) Grabbe (1926–2005) 1985 davon ab. Sie ist als private Stiftung mit Sitz in München organisiert und wird von dem deutschen Staatsbürger Nikolai Hoffmann-Worontsow geleitet.
Beide sehen sich als Eigentümerinnen des Alexanderhofs, der derzeit de facto von Nikolai Hoffman und seinen Anhängern verwaltet wird.
Ein Archiv aus der Zeit Grabbes mit Dokumenten aus den Jahren 1922–2015 (Pravoslavnoe palestinskoe obshchestvo records) wurde 2016 von der Hoover Institution erworben.